# Mordellistena insolita
Mordellistena insolita es una especie de coleóptero de la familia Mordellidae.

## Distribución geográfica
Habita en Estados Unidos. Fue descrita por Liljeblad en 1917.